# Distrikt Achoma
Der Distrikt Achoma liegt in der Provinz Caylloma in der Region Arequipa in Südwest-Peru. Der Distrikt hat eine Fläche von 365 km². Beim Zensus 2017 wurden 841 Einwohner gezählt. Im Jahr 1993 lag die Einwohnerzahl bei 1442, im Jahr 2007 bei 1139. Die Distriktverwaltung befindet sich in der 3450 m hoch gelegenen Ortschaft Achoma mit 788 Einwohnern (Stand 2017). Sie ist die einzige Ortschaft im Distrikt.

## Geographische Lage
Der Distrikt Achoma liegt knapp 11 km westlich der Provinzhauptstadt Chivay zentral in der Provinz Caylloma. Er hat eine Längsausdehnung in Nord-Süd-Richtung von 37 km. Der Distrikt liegt am Südufer des nach Westen fließenden Río Colca. Oberhalb des Colca-Tals wird auf Terrassen Landwirtschaft betrieben. Es gibt mehrere Aussichtspunkte mit Blick über die Schlucht. Diese werden von Touristen frequentiert. Das Bergland im Süden des Distrikts ist trocken und öde. Im Südosten des Distrikts erhebt sich der (5277 m) hohe Nevado Ananto.
Der Distrikt Achoma grenzt im Südwesten an den Distrikt Huanca, im Westen an die Distrikte Lluta und Maca, im Norden an den Distrikt Ichupampa, im Osten an den Distrikt Yanque sowie im Süden an den Distrikt Yura (Provinz Arequipa).